# Roger Louis Kaffer

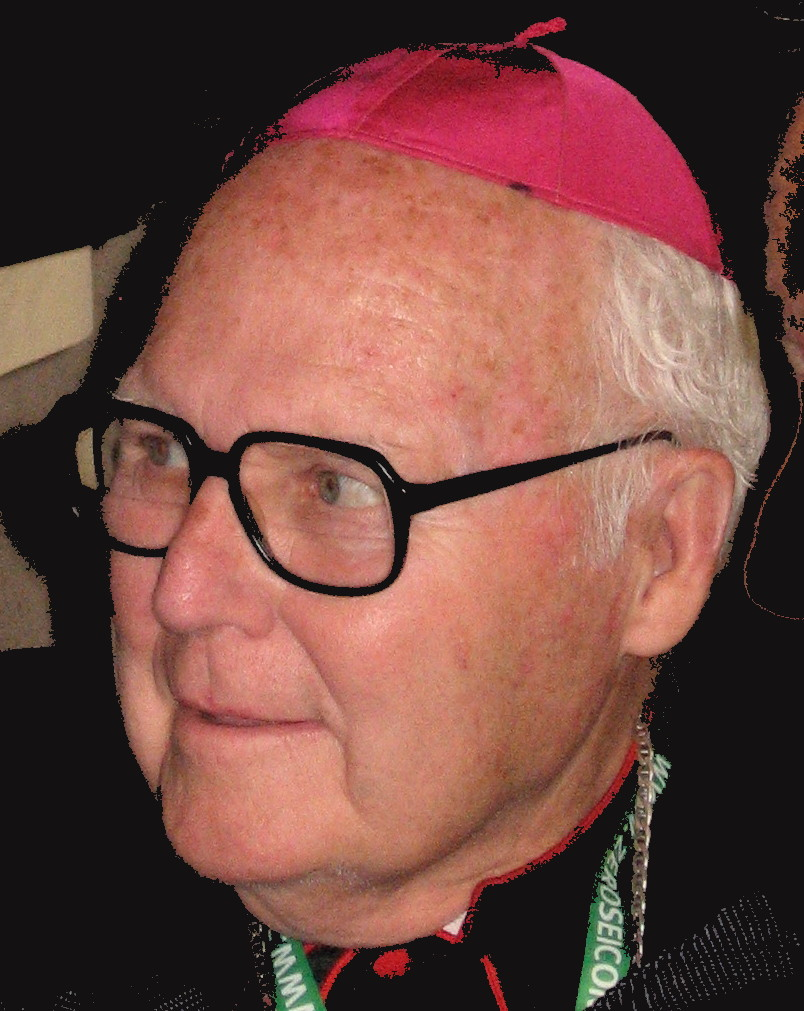
Roger L. Kaffer

Roger Louis Kaffer (* 14. August 1927 in Joliet, Illinois; † 28. Mai 2009 ebenda) war Weihbischof im Bistum Joliet.

## Leben
Roger Louis Kaffer studierte Theologie am Quigley Preparatory Seminary in Chicago und am Mundelein Seminary in Mundelein. Er empfing 1954 in der Kathedrale von St. Raymond Nonnatus in Joliet die Priesterweihe für das Bistum Joliet durch Bischof Joseph Leopold Imesch. An der Päpstlichen Universität Gregoriana in Rom studierte er anschließend Kanonisches Recht sowie an der DePaul University in Chicago Pädagogik. Er wurde in Verwaltungswissenschaften an der University of Saint Mary of the Lake promoviert. Nach einer Assistenz des Generalvikars in Joliet war er Gründungsmitglied und Rektor des Priesterseminars Saint Charles Borromeo Semina in Wynnewood, Pennsylvania. Anschließend wurde er Rektor der katholischen Providence Catholic High School in New Lenox, Illinois. Zudem war er Domherr der Kathedrale von St. Raymond Nonnatus in Joliet.
1985 wurde er von Papst Johannes Paul II. zum Titularbischof von Dusa ernannt und zum Weihbischof im Bistum Joliet in Illinois, USA, bestellt, einem Suffraganbistum des Erzbistums Chicago. Die Bischofsweihe am 26. Juni 1985 spendete ihm Joseph Leopold Imesch, Bischof des Bistums Joliet; Mitkonsekratoren waren Raymond James Vonesh, Weihbischof in Joliet, und Daniel Leo Ryan, Bischof von Springfield in Illinois.
Er war Vorsitzender der Diözesansynode in Joliet von 1986 bis 1989. Seinem altersbedingten Rücktrittsgesuch wurde 2002 durch Johannes Paul II. stattgegeben. Gleichwohl war er im Bistum zuständig für die Bildungskommission. Von 1993 bis zu seinem Tode war er Kaplan der Kolumbusritter, einer der größten brüderlichen Laienorganisationen. Er unterstützte die Marienwallfahrtsbewegung von Međugorje.